# Antheraea korintjiana
Antheraea korintjiana là một loài bướm đêm thuộc họ Saturniidae. Loài này có ở Borneo, Sumatra và bán đảo Mã Lai.
Ấu trùng có lẽ ăn Betula, Cyperus, Daphniphyllum, Quercus, Malus, Prunus, Pyrus và Euodia.